# Seznam rozhleden v Kraji Vysočina
Seznam rozhleden v Kraji Vysočina představuje výčet rozhleden a vyhlídkových věží, které se nachází v Kraji Vysočina.
Vzhledem k nejednoznačné definici rozhleden a stále přibývajících staveb tohoto druhu je pravděpodobné, že seznam nebude úplný.

## Seznam
| Název                 | Obrázek | Galerie                                                        | Výška [m] | Okres            | Kóta [m n. m.] | Geosouřanice                     | Stručný popis | Stav                                           |
| --------------------- | ------- | -------------------------------------------------------------- | --------- | ---------------- | -------------- | -------------------------------- | --- | ---------------------------------------------- |
| Babylon u Náměště     |         | Kategorie „Babylon (Třebíč District)“ na Wikimedia Commons     | 18        | Třebíč           | 491            | 49°7′38″ s. š., 16°8′56″ v. d.   | Kamenná věž na Zeleném kopci u Kladerub nad Oslavou. | Zpoplatněný vstup                              |
| Bernard               |         | Kategorie „Rozhledna Bernard“ na Wikimedia Commons             | 33        | Pelhřimov        |                | 49°32′23″ s. š., 15°21′36″ v. d. | Adaptovaná rozhledna na pivovarském komíně pivovaru Bernard v Humpolci. Postavena v roce 2021, otevřena v červnu 2022. |                                                |
| Fajtův kopec          |         | Kategorie „Viewtower Fajtův kopec“ na Wikimedia Commons        | 36        | Žďár nad Sázavou | 552            | 49°21′36″ s. š., 16°1′34″ v. d.  | Ocelová rozhledna na Fajtově kopci severovýchodně Velkého Meziříčí. Rozhledna se stala rozhlednou roku 2016. | Denně 8-21 hod. (po zaplacení přes turniket)   |
| Horní les             |         |                                                                | 59        | Žďár nad Sázavou | 765            | 49°35′27″ s. š., 16°20′28″ v. d. | Ocelová rozhledna severozápadně od Rovečné pochází z roku 2002. | Volně přístupná                                |
| Karasín               |         | Kategorie „Karasín (observation tower)“ na Wikimedia Commons   | 28,2      | Žďár nad Sázavou | 704            | 49°33′26″ s. š., 21°17′11″ v. d. | Betonová rozhledna u obce Karasín z roku 2002. | Volně přístupná                                |
| Křemešník             |         | Kategorie „Křemešník (observation tower)“ na Wikimedia Commons | 52        | Pelhřimov        | 765            | 49°24′14″ s. š., 15°19′39″ v. d. | Ocelová rozhledna Pípalka pochází z roku 1993. | Volně přístupná                                |
| Mařenka               |         | Kategorie „Mařenka (observation tower)“ na Wikimedia Commons   | 39        | Třebíč           | 711            | 49°10′15″ s. š., 15°42′11″ v. d. | Rozhledna byla postavena v roce 2012. | Volně přístupná                                |
| Ocmanice              |         | Kategorie „Ocmanice (observation tower)“ na Wikimedia Commons  | 15,25     | Třebíč           | 428            | 49°13′39″ s. š., 16°7′4″ v. d.   | Ocelová stavba z roku 2004 stojí nad obcí Ocmanice. | Volný přístup                                  |
| Orlík u Humpolce      |         | Kategorie „Orlík (observation tower)“ na Wikimedia Commons     | 22        | Pelhřimov        | 645            | 49°32′41″ s. š., 15°22′57″ v. d. | Ocelová konstrukce ve zřícenině hradní věže | přístupná po zaplacení vstupného na hrad Orlík |
| Oslednice             |         | Kategorie „Oslednice (observation tower)“ na Wikimedia Commons | 36        | Jihlava          | 556,8          | 49°11′6″ s. š., 15°28′7″ v. d.   | Kovová rozhledna z roku 2000 stojí na vrchu Oslednice u Telče. | Volně přístupná                                |
| Pekelný kopec         |         | Kategorie „Rozhledna Pekelný kopec“ na Wikimedia Commons       | 26,5      | Třebíč           | 572            | 49°11′2″ s. š., 15°50′59″ v. d.  | Kombinace dřevo a ocel z roku 2014 na Pekelném kopci jz. Třebíče | Volně přístupná                                |
| Rosička               |         | Kategorie „Rosička“ na Wikimedia Commons                       | 42        | Žďár nad Sázavou | 644            | 49°32′19″ s. š., 15°50′33″ v. d. | Ocelová stavba z roku 2001 stojí na vrchu Rosička u obce Rosička, v katastru obce Sázava. | Volně přístupná                                |
| Rubačka               |         | Kategorie „Rubačka“ na Wikimedia Commons                       | 10        | Žďár nad Sázavou | 580            | 49°19′23″ s. š., 15°57′27″ v. d. | Ocelová rozhledna nad vodojemem mezi obcemi Nový Telečkov a Baliny pochází z roku 2009. | Volně přístupná                                |
| Rozhledna na Šacberku |         |                                                                | 19,5      | Jihlava          | 613            | 49°26′6″ s. š., 15°34′52″ v. d.  | Torzo rozhledny na vrchu Rudný. | Volně přístupná                                |
| Vodárna Kostelíček    |         | Kategorie „Water tower Kostelíček“ na Wikimedia Commons        | 25        | Třebíč           | 480            | 49°12′34″ s. š., 15°52′25″ v. d. | Bývalá vodárenská věž na Strážné hoře, vodárenská společnost získala za tuto přestavbu třetí místo v soutěži Cena za společenskou odpovědnost hejtmana kraje Vysočina. Její součástí je i expozice vodárenství. V rozhledně je místnost, která slouží k promítání a výukovým programům. Vodojem pochází z roku 1941, stavba začala v roce 1936. Ve vodojemu se používá od roku 1980 pouze spodní nádrž, horní je využita jako muzeum. | Volně přístupná                                |